# Henrique Aparecido De Lima
Henrique Aparecido De Lima CSsR (* 28. Juli 1964 in Toledo, Paraná, Brasilien) ist ein brasilianischer Ordensgeistlicher und römisch-katholischer Bischof von Dourados.

## Leben
Henrique Aparecido De Lima trat der Ordensgemeinschaft der Redemptoristen bei, legte am 29. Januar 1995 die Profess ab und empfing am 20. November 1999 das Sakrament der Priesterweihe.
Papst Franziskus ernannte ihn am 21. Oktober 2015 zum Bischof von Dourados. Die Bischofsweihe spendete ihm Darci José Nicioli CSsR, Weihbischof in Aparecida, am 30. Januar des folgenden Jahres. Mitkonsekratoren waren der Erzbischof con Campo Grande, Dimas Lara Barbosa, und sein Amtsvorgänger Redovino Rizzardo CS.